# SOLAR (МКС)

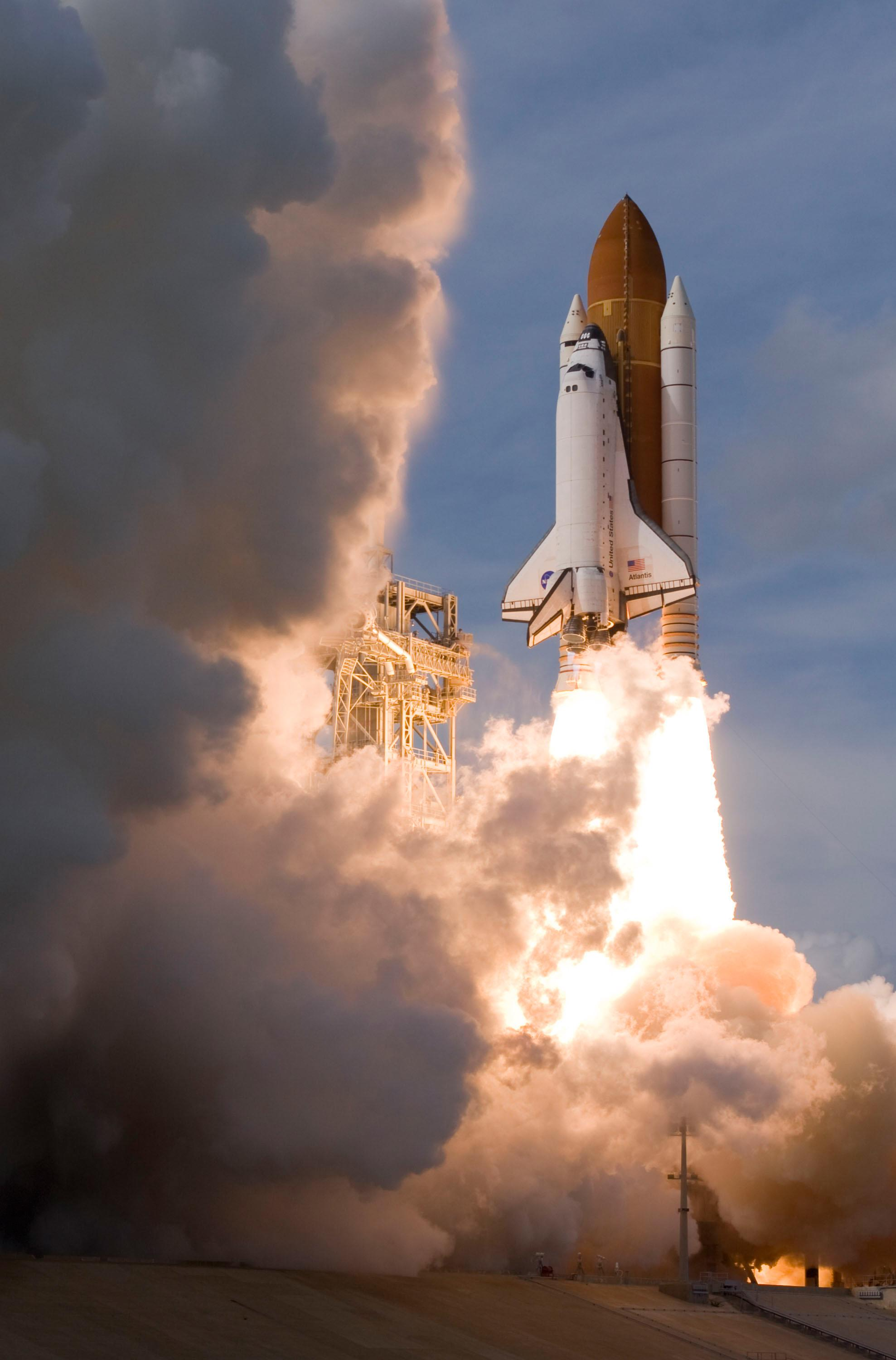
SOLAR виходить на орбіту на STS-122

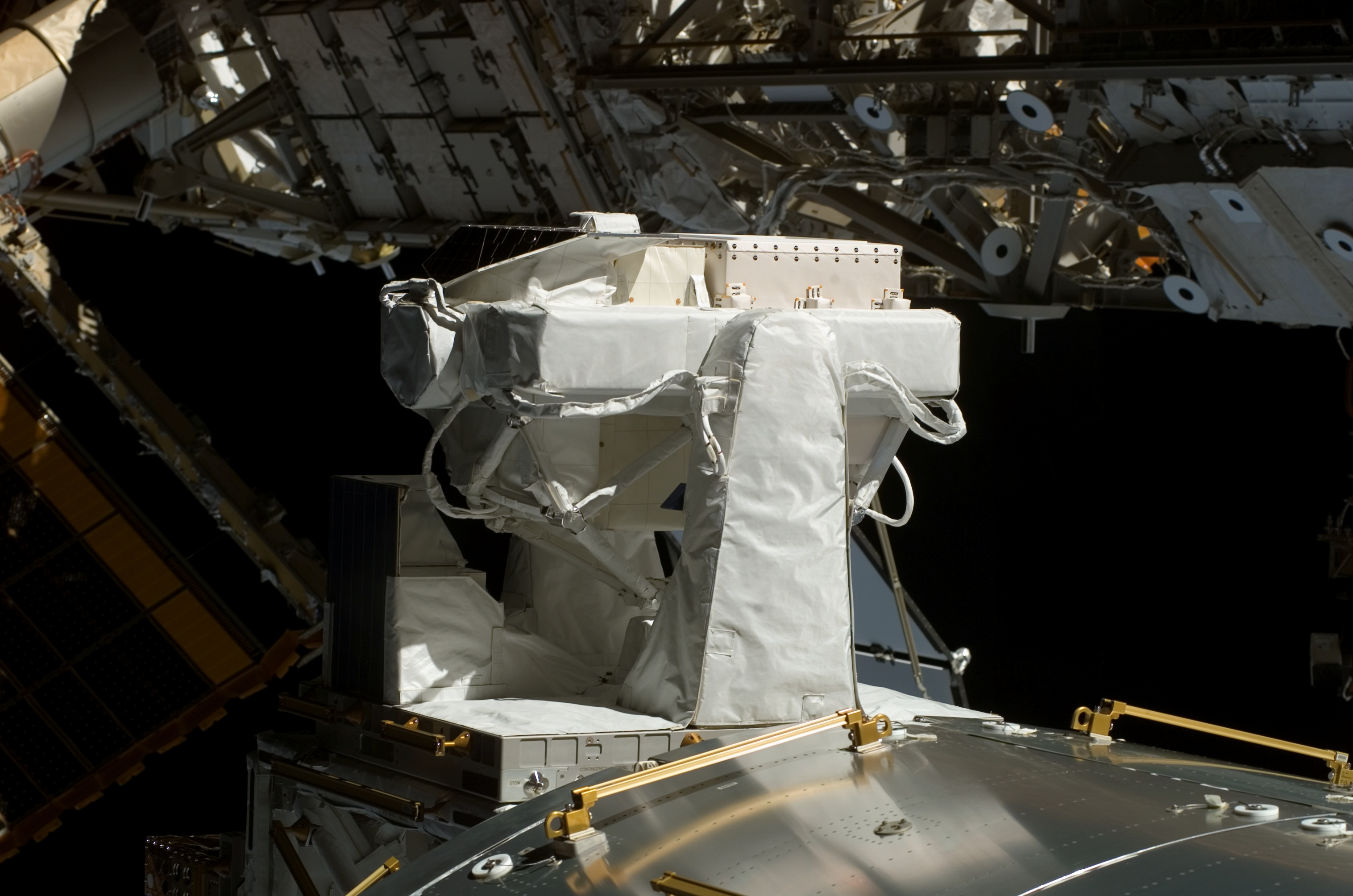
SOLAR

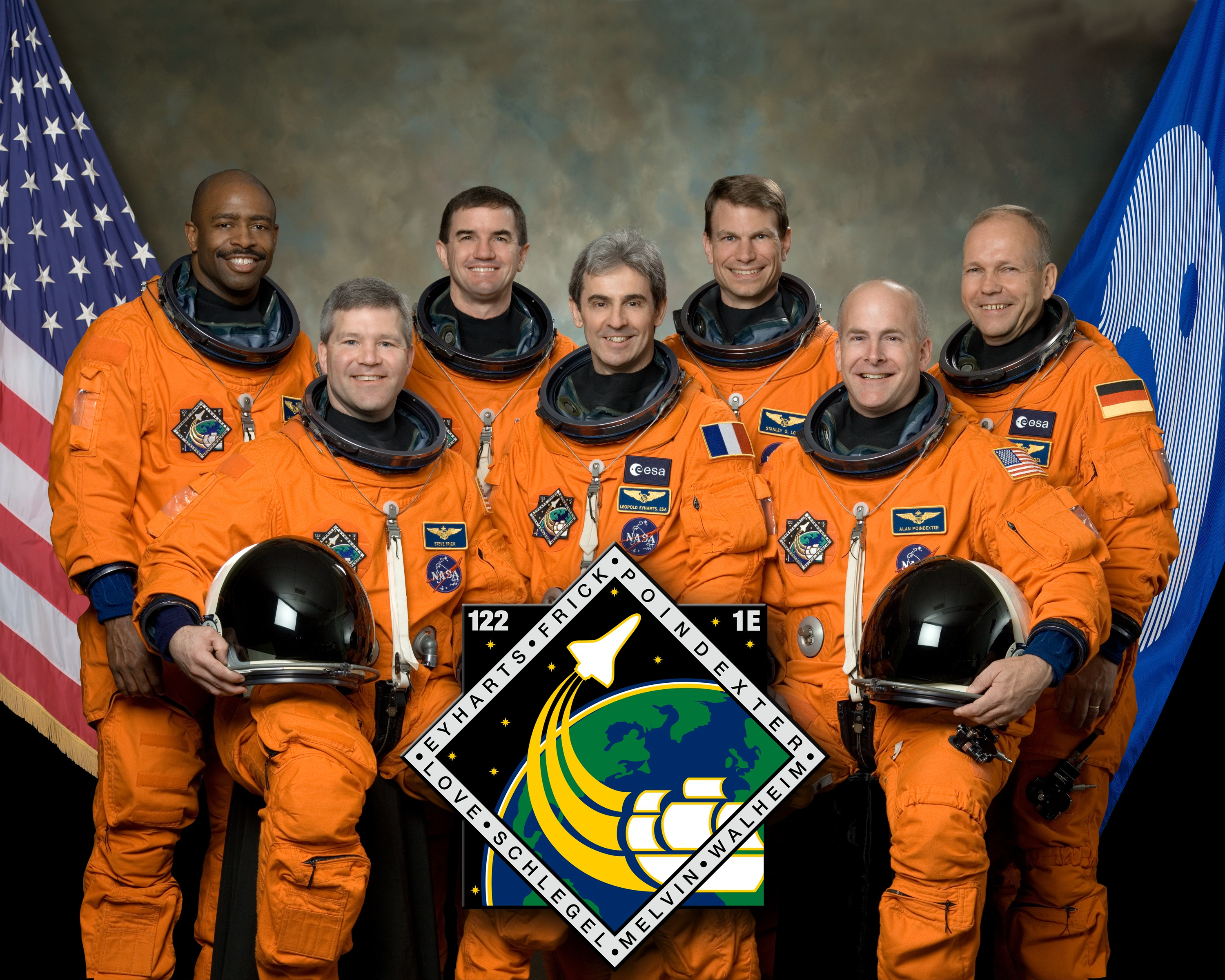
До складу екіпажу STS-122 входили два астронавти ЄКА, Леопольд Ейхартс (фр.) та Ганс Шлегель (нім.).

SOLAR була науковою обсерваторією Європейського космічного агентства (ЄКА) на базі лабораторії «Колумб», яка є частиною Міжнародної космічної станції. SOLAR було запущено разом із космічним апаратом «Колумб» у лютому 2008 року на борту STS-122. Його було встановлено на космічному апараті «Колумб» за допомогою Європейського центру технологічної експозиції (EuTEF). SOLAR має три основні космічні наукові прилади: SOVIM, SOLSPEC та SOL-ACES. Разом вони забезпечують детальні вимірювання спектральної радіації Сонця. Платформа SOLAR та її прилади контролюються з Бельгійського центру підтримки користувачів та операцій (B.USOC), розташованого в Бельгійському інституті космічної аерономії (BISA) в Уккле, Бельгія.

## Інструменти
- Прилад SOVIM (Монітор сонячної мінливості та опромінення) базується на попередньому приладі (SOVA), який був запущений на борту Європейського транспортного засобу-носія STS-46 у 1992 році. Він призначений для вимірювання сонячного випромінювання з довжинами хвиль від 200 нанометрів до 100 мікрометрів. Це охоплює ближній ультрафіолетовий, видимий та інфрачервоний діапазони спектру.
- SOLSPEC (Sol ar Spectral irradiance measurements) призначений для вимірювання сонячної спектральної радіації в діапазоні від 165 до 3000 нанометрів з високою спектральною роздільною здатністю.
- SOL-ACES (автокалібруючі спектрометри екстремального ультрафіолетового та ультрафіолетового випромінювання ) складається з чотирьох спектрометрів з ковзною решіткою падіння. Вони призначені для вимірювання спектрального режиму EUV/UV (17 нанометрів — 220 нанометрів) з помірною спектральною роздільною здатністю.[2]

## Місія
Спочатку запуск місії був запланований на 2003 рік, але був відкладений через катастрофу космічного шатла «Колумбія». Також планується встановити деякі інші компоненти зовні на Columbus під час майбутніх місій, зокрема Ансамбль атомних годинників у космосі (ACES). Інша назва SOLAR може бути Обсерваторія сонячного моніторингу або SMO.
У 2012 році всю 450-тонну станцію було повернуто, щоб SOLAR міг безперервно спостерігати повне обертання Сонця. Обертання Сонця займає приблизно 24–28 днів залежно від широти.
Місія SOLAR завершилася у 2017 році через відмову всіх його приладів, окрім одного. Вранці 28 січня 2020 року SOLAR було знято з FRAM 1, де він перебував з моменту доставки на STS 122, та прикріплено до борту Cygnus NG-12, а SDS було розміщено на іншому боці. SOLAR було знято зі станції 3 лютого 2020 року та згоріло в атмосфері над Тихим океаном 13 березня 2020 року, завершивши місію, яка протягом десяти років фотографувала Сонце.

## Візуальні матеріали
|  |  |